# ニューカッスル・アポン・タイン
ニューカッスル・アポン・タイン（Newcastle upon Tyne、イギリス英語発音：[ˈnjuːkɑːsl əˌpɒn ˈtaɪn] ( 音声ファイル) 現地発音:：[njuːˌkæsəl əˌpən ˈtaɪn] ( 音声ファイル)）は、イングランド北東部、タイン川河口近くに位置する工業都市で、タイン・アンド・ウィア州に属する。しばしばニューカッスルと略される。またニューキャッスルと表記されることもある。市の人口は約30万人。周辺都市のゲーツヘッドやサンダーランドを含めた100万人都市圏の中心でもある、北部イングランド最大の都市。

## 歴史

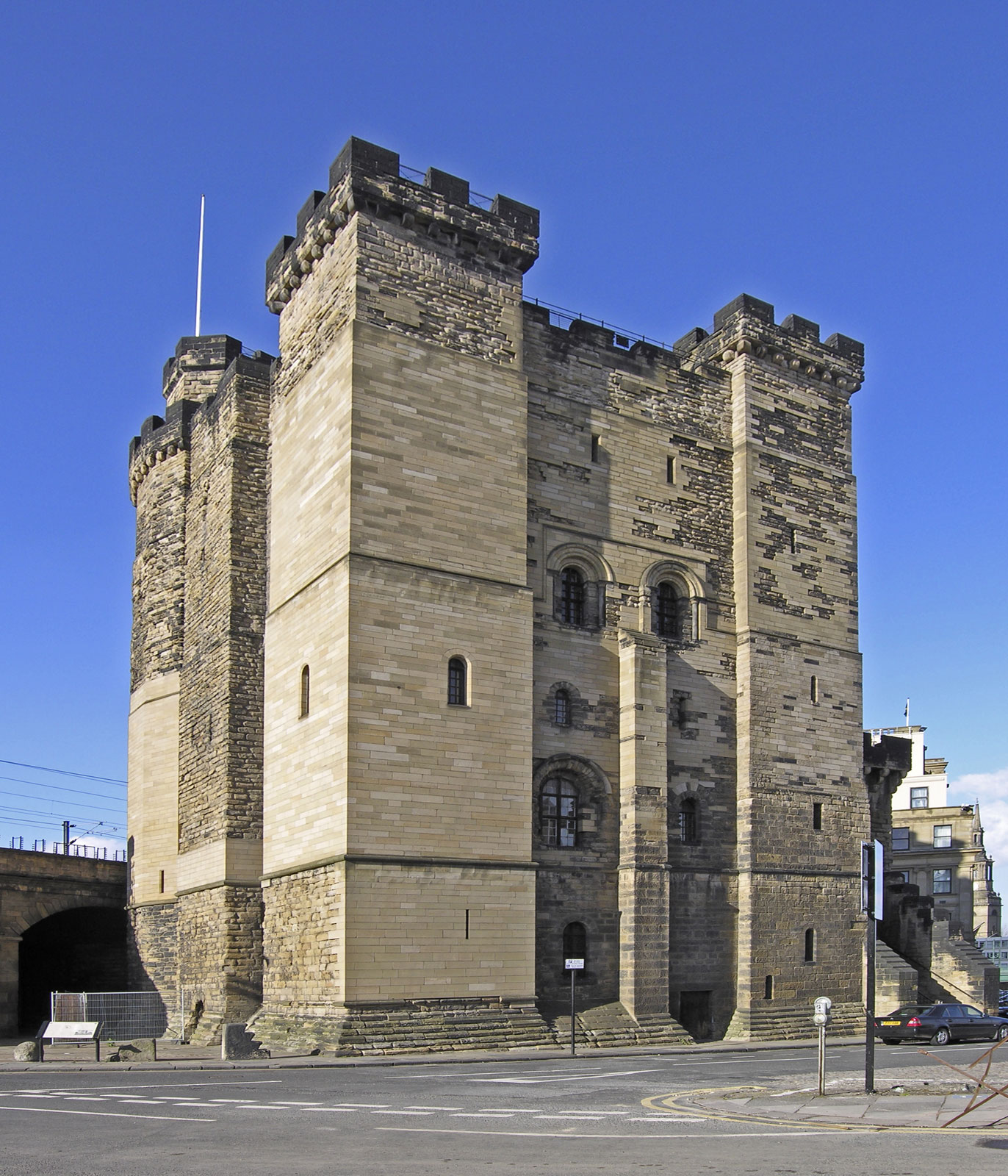
カッスル・キープ

122年ころローマ人達がこの地に到達する。ローマ皇帝ハドリアヌスの命により西部のカーライルまでブリテン島を横断する城壁（ハドリアヌスの長城）がつくられる。ニューカッスルはこの城壁の東端に位置する城塞であり軍事上の重要な拠点であった。また、交通・通商の拠点でもあり、ニューカッスルは商業・貿易の街として発展する。400年ころにはローマ帝国の崩壊にともない、この地からローマ人は姿を消す。
ノルマン人のイングランド征服後、この地は再び軍事上の拠点となる。1080年にはイングランド王ウィリアム1世の命によりこの地に木造の城が造られた。ヘンリー2世の代には石造りの城が造られた。13世紀から14世紀にかけて街を囲む城壁が建設された。
中世には毛織物産業や石炭貿易で栄えた。
1579年のペストの大流行では当時人口1万人ほどであったニューカッスルで約2,000人が死亡した。
産業革命時にはニューカッスル出身のジョージ・スティーブンソンが蒸気機関車を実用化した。1847年にはイギリスを代表する重工業メーカーアームストロング社の工場が建設された。造船業も盛んで19世紀末ごろには世界最大の造船所であり最盛期には世界の1/4の船舶がこの地で造られた。
1854年にニューカッスル・ゲイツヘッド大火災（The Great fire of Newcastle and Gateshead）と呼ばれる火災が起こった。タイン川の対岸ゲイツヘッドの毛織物工場で起きた火災がニューカッスルにも飛び火し、大きな被害を出した。
第二次世界大戦後は造船業が衰退し、1970年代には炭坑も閉山となった。ニューカッスルは中心街の空洞化や失業者の増大、治安の悪化、人口減少などさまざまな問題を抱えながらも、産業構造の転換を模索し、商業・サービス業・観光業に重点を置いた政策を実施した。
1980年代にはニューカッスルはそれなりに活気を取り戻した。しかし重工業の工場労働者をサービス業などへ転換することが難しく失業問題の完全な解決にはいたらなかった。1990年代に入ってからは外国企業も含めた企業誘致なども行っている。

## 基礎データ
- 市域面積：113.44km2
- 推計人口：286,821人（2013年推計、うち0 - 14歳16.1%、15 - 64歳69.7%、65歳以上14.2%）[2]
- 平均寿命：男性76.2歳、女性81.0歳（イングランド平均は男性78.3歳、女性82.3歳[3]
- 乳幼児死亡率：1000人当たり4.01人（イングランド平均は4.71人）[4]
- 10代妊娠率：52.1‰（イングランド平均は40.2‰）
- 長期失業率：5.3%（イングランド平均は6.2%）
- 人種構成：白人90.5%、東南アジア系5.2%、黒人1.1%、中国系1.1%、混血1.2%、その他0.8%[5]
- 国政関係：下院選挙区4（2011年現在、労働党4）

## 経済・医療
産業革命以来、町を支え続けてきた従来の鉄鋼・造船業は衰退し、代わって金融・サービス業に移行しつつある。北イングランドの中枢都市としてメディア産業や食品工業・IT産業が伸びているほか、周辺の自治体も含めたタインアンドウィア州内では日産やコマツなど日本企業の進出も進んでいる。さらに1997年から「グレンジャータウン再生計画」を実施し、中心部の活性化や積極的な海外への情報発信による観光振興も図られている。
また市内には大型病院が3箇所あり医療機器関係の産業も発達しており、NHSの調査では「国内でも最も死亡率が低く、医者への満足度も7番目に高い医療環境の整った町」と評価された。

## 教育
ニューカッスル大学とノーザンブリア大学がある。

## 観光

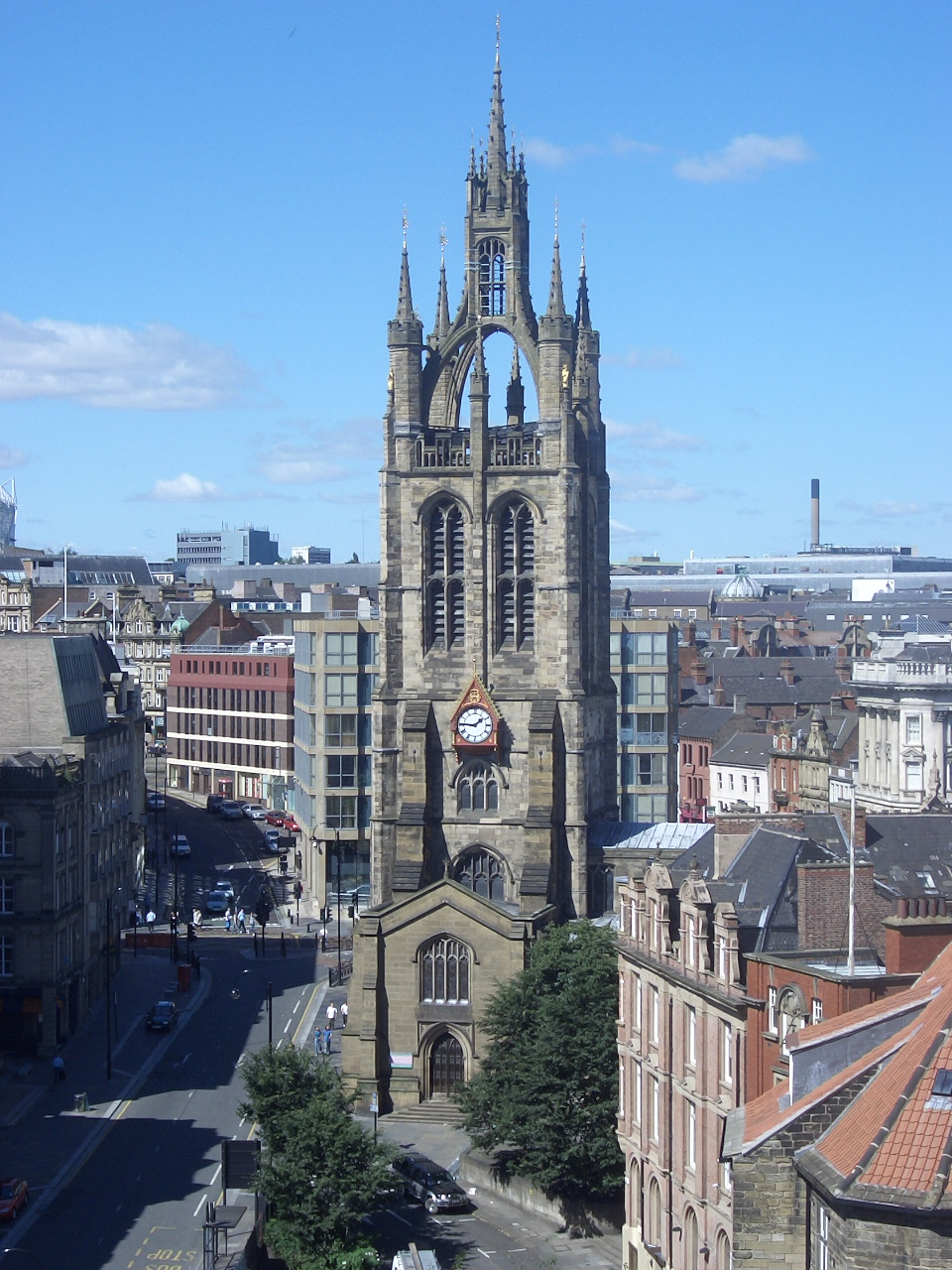
セント・ニコラス大聖堂

市内にはジョージ3世時代、ヴィクトリア朝時代からの歴史的建造物も数多く残されている。
市の中心部を通るグレイストリートの起点となる高さ40mもあるモニュメントは、ノーザンバーランド州の貴族で首相を務めた第2代グレイ伯爵チャールズ・グレイを記念するもので、1838年に建設された。モニュメントの近隣には1837年に完成したシアター・ロイヤルがある。
市の名前の由来となった城、カッスル・キープは1678年に現在のような石造りの城となった。鉄鋼産業・石炭産業の煤煙のため城は黒ずんでいる。城には隣接してセント・ニコラス大聖堂がある。
大聖堂と城の間にある門はブラックゲートとよばれ、現在は博物館になっている。
街の中心部からやや北へ歩くとニューカッスル大学の敷地が街と一体化した形で広がる。大学構内には博物館が2つあり、特別展を除きいずれも入場は無料。

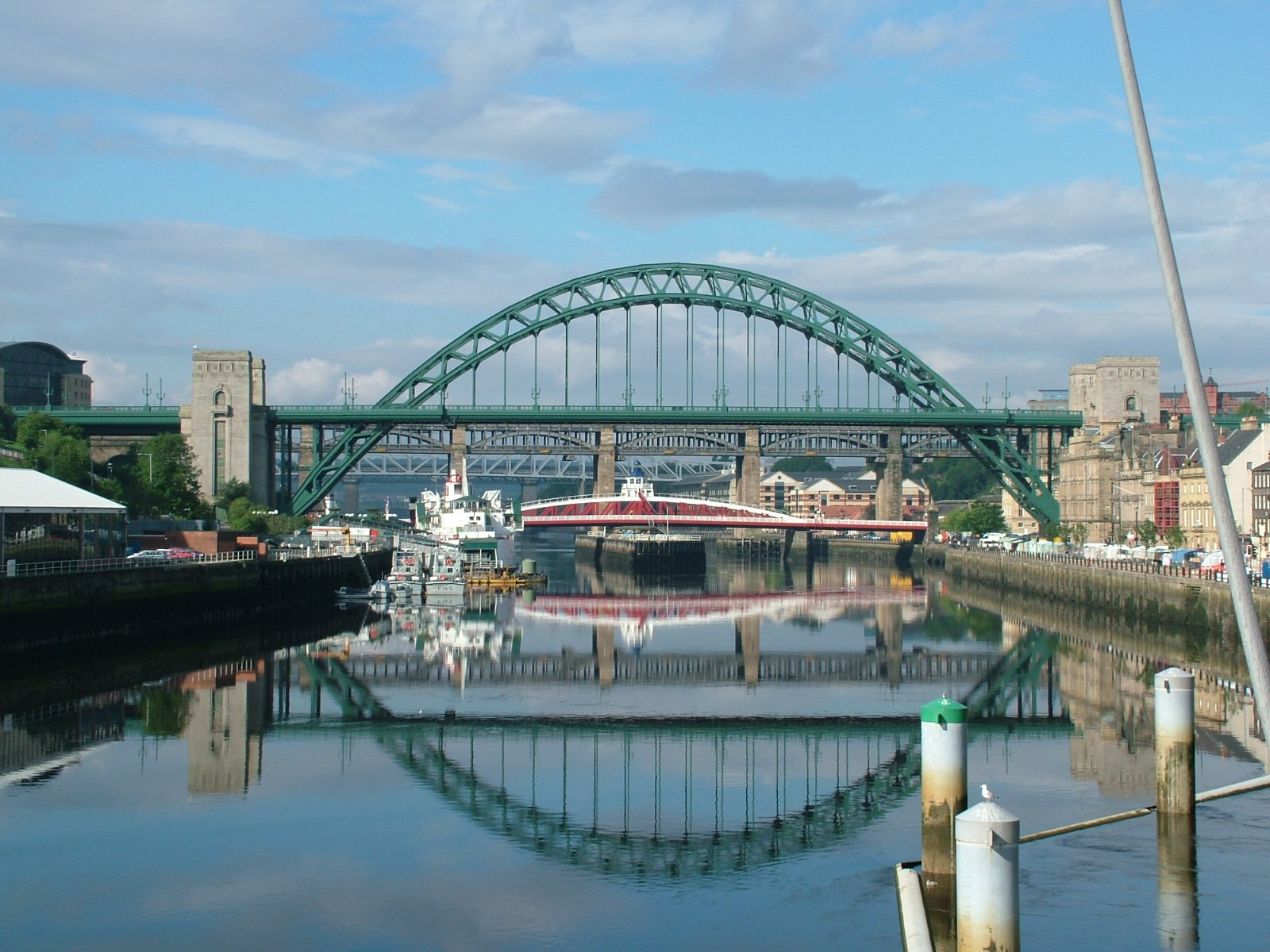
大きな緑色がタイン・ブリッジ、その下に見える小さな赤い橋がスウィング・ブリッジ

市内を流れるタイン川にかかる7つの橋も観光名所。とくに1928年に完成した緑色のタイン・ブリッジは当時世界最長のアーチ型橋で、市のシンボルでもある。ロバート・スティーブンソンにより設計されたハイレベル・ブリッジは現存するタイン川の橋の中では最も古く、1850年に完成したもので開通式はビクトリア女王によって行われた。赤く愛らしいスウィング・ブリッジや歩行者専用のミレニアム・ブリッジもよく紹介される。
タイン川沿いのキーサイドはかつて貿易・商業の中心地であった。1990年代から再開発が進み、歩いて渡れる対岸のゲイツヘッドの再開発も同時に行われ、近代美術館やホテル・レストランが建ち並んでいる。最近はパーティ・タウンとしてヨーロッパから若者が集まり、週末の夜はにぎわっている。
- 第2代グレイ伯のモニュメント
- シアター・ロイヤル
- セント・ジョンズ・パプチスト教会。アームストロング社の造船所があったことから明治期に当地を訪れた海軍関係者も多く、現地で没した日本人の墓がある[8]。

## 交通

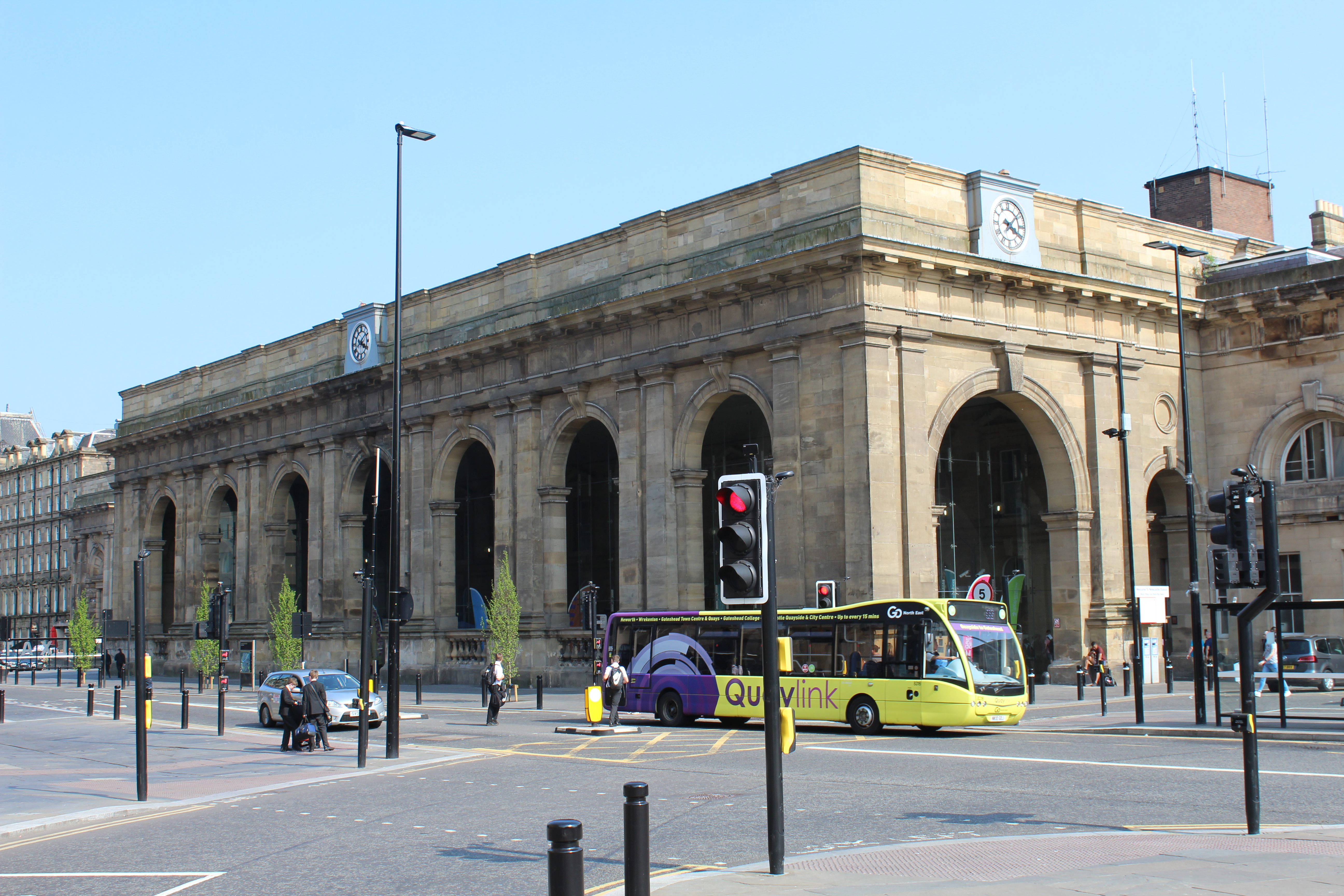
ニューカッスル駅

- ニューカッスル駅の駅舎はイギリス指定建造物1級に指定される歴史的価値の高い建物である。ロンドン行きの列車は約3時間でキングスクロス駅に到着する。
- タイン・アンド・ウィア・メトロはライトレールの近郊電車で2系統から成る。中心市街地は新設された地下トンネルを走行するため地下鉄に分類されることもある。
- ニューカッスル国際空港は中心市街地の10km北西に位置する。ライトレールが乗り入れている。
- フェリーターミナルはタイン川の河口にあり、13km程離れている。オランダ行きの便がある。

## スポーツ
1881年に創設されたサッカークラブのニューカッスル・ユナイテッドFCは、プレミアリーグの前身であるフットボールリーグ優勝4回、FAカップ優勝6回、UEFAカップ優勝1回を有するクラブである。なお、プレミアリーグ移行後の最高位は2位で優勝経験は無い。本拠地のセント・ジェームズ・パークは、街の中心部であるニューカッスル大学に隣接した小高い丘の上にあり、街のどこからでも見ることができる。
ラグビークラブのニューカッスル・ファルコンズは、1877年に創設された歴史のあるクラブである。本拠地はキングストン・パーク。また、1981年にブレンダン・フォスターによって創設された世界最大級のハーフマラソン大会「グレートノースラン」が、毎年9月に開催されている。

## 著名な出身者
- 第2代グレイ伯爵チャールズ・グレイ
- ジョージ・スチーブンソン - 「鉄道の父」と呼ばれる鉄道技術者
- ロバート・スチーブンソン - 鉄道技術者（ジョージ・スチーブンソンの息子）
- スティング - ミュージシャン
- ブライアン・フェリー - ミュージシャン
- アラン・シアラー - サッカー選手
- アダム・アームストロング - サッカー選手
- サミー・アメオビ - サッカー選手
- ショーン・ロングスタッフ - サッカー選手
- シェリル・コール - 女性歌手
- ジャック・ヒギンズ - 小説家
- シャドウズ - ロックバンド
- アニマルズ- ロック・バンド
- ヴェノム - ロックバンド
- レイヴン - ロックバンド
- サム・フェンダー - シンガーソングライター

## 姉妹都市
| - ベルゲン（ノルウェー） - フローニンゲン（オランダ） - ゲルゼンキルヒェン（ドイツ） - ナンシー（フランス） - 太原（中華人民共和国） - 新城市（日本国愛知県） | - アトランタ（アメリカ合衆国） - ハイファ（イスラエル） - ニューカッスル（オーストラリア） - ニューカッスル（南アフリカ共和国） - マルメ（スウェーデン） |

## 領事館
以下の国々はニューカッスルに領事館を設置している：
- ノルウェー王国領事館：14 Grey Street, NE1 6AE
- オランダ王国の名誉領事館：The Cube, Barrack Road, NE4 6DB
- スウェーデン王国の名誉領事館：2 Osborne Road, Jesmond, NE2 2AA
- イタリア共和国の名誉領事館：63 High Bridge, NE1 1DU

## 関連書
- 『イギリスと日本 － 東郷提督から日産までの日英交流』マリー・コンティヘルム、サイマル出版会、1990年12月 - ニューカッスルを中心とした日英史